# Medkulturno vodenje
Medkulturno vodenje je koncept, ki se je začel razvijati za namene razumevanja vodij, delujočih znotraj vse bolj globaliziranega trga. Današnje internacionalne organizacije potrebujejo vodje, sposobne prilagoditve na različna delovna okolja in na delo z zaposlenimi iz različnih kultur. Nadalje uspešnost vodje v enem kulturnem okolju še ne zagotavlja uspešnosti v drugih kulturnih okoljih. Medkulturno vodenje je del medkulturne psihologije, ki se ukvarja z razlikami v interakcijah posameznikov med kulturami. Skladno s tem se raziskovanje medkulturnega vodenja nanaša na iskanje razlik v značilnostih uspešnega vodenja med kulturami.

## Raziskovalni projekt Globe
GLOBE je akronim za Global leadership and organizational behavior effectiveness, ime za medkulturni raziskovalni projekt, katerega začetnik je Robert J. House. GLOBE je študija, v kateri raziskovalci preko celotnega sveta proučujejo odnose med družbeno kulturo, organizacijsko kulturo in organizacijskim vodenjem. Pojem vodenja je postavljen v kulturni kontekst z ugotavljanjem, kako različne kulture gledajo na vodenje. Globe je celovita študija, ki empirično raziskuje odnos med kulturo in vedenjem vodij v številnih kulturah, z različnimi kvantitativnimi in kvalitativnimi merami in metodami ter znotraj različnih organizacij.
V serijo študij medkulturnega vodenja je vključenih okoli 200 znanstvenikov iz 61 držav sveta.
GLOBE raziskovalni projekt je nastal kot odgovor na večjo potrebo po učinkoviti mednarodni in medkulturni komunikaciji in sodelovanju, ne samo za učinkovito izvajanje upravljanja, ampak tudi za izboljšanje človekovega blagostanja. GLOBE predstavlja premik od etnocentrizma do kulturne relativnosti in daje bolj celostni, eklektični pogled na vodenje.

### Kulturne dimenzije in klastri držav
Glavna premisa in ugotovitev študije je, da je učinkovitost vodenja kontekstualna, je torej vpeta v organizacijske norme, vrednote in prepričanja ljudi, ki so vodeni. Avtorji določajo 9 kulturnih dimenzij, ki omogočajo zaobjeti podobnosti in razlike v normah, vrednotah, prepričanjih in praksah med družbami. Dimenzije so naslednje: oddaljenost moči, izogibanje negotovosti,humana orientacija, institucionalni kolektivizem, znotraj-skupinski kolektivizem, asertivnost, spolna enakopravnost, usmerjenost v prihodnost in usmerjenost v izvedbo. Glede na zastopanost posameznih dimenzij pri vsaki izmed držav, avtorji le-te združujejo v naslednje klastre: anglo kulture (angleško govoreče), latinska Evropa, nordijska Evropa, germanska Evropa, Vzhodna Evropa (skupaj s centralno), Latinska Amerika, arabske kulture, Južna Azija, konfucijska Azija, Afrika.

### Stili vodenja
Globe je nadalje proučil voditeljske karakteristike približno 17,300 menedžerjev iz 61 držav sveta. Na podlagi združevanja različnih lastnosti je oblikovanih šest različnih stilov vodenja:
- Storilnostno-orientirani stil poudarja visoke standarde, odločnost in inovacije. Trdno se naslanja na osrednje vrednote in tako poskuša ustvarjati strast za delovanje.
- Ekipno-orientirani stil spodbuja ponos, lojalnost in sodelovalnost med člani organizacije. Visoko vrednoti  ekipno kohezivnost in skupni namen, skupne cilje.
- Sodelovalni stil spodbuja vključitev ostalih v proces odločanja in uresničevanja teh odločitev. Poudarja delegacijo in enakost.
- Humani stil se osredotoča na sočutje in radodarnost. Temelji na potrpežljivosti, podpori in skrbi za blagostanje drugih.
- Avtonomni stil je značilen za neodvisne, individualistične vodilne, ki so osredotočeni nase.
- Samozaščitniški stil označuje proceduralna, statusno zavedna in varovalna dejanja. Fokus je varnost posameznika in varnost skupine.

Spodnja tabela prikazuje razvrstitev posameznih klastrov držav glede na preferenco do določenega stila vodenja. Klastri so razvršeni od tistega z najvišjo do tistega z najnižjo preferenco.
| Storilnostni | Ekipni | Sodelovalni | Humani | Avtonomni | Samozaščitniški                                                                                                 |
| --- | --- | --- | --- | --- | --- |
| Višja preferenca do stila vodenja                                                                                | | | | | |
| anglo germanske nordijske južno-azijske lat. evropske lat. ameriške konfucijske afriške vzhodno-evropske arabske | južnoazijske konfucijske lat. ameriške vzhodno-evropske afriške lat. evropske nordijske anglo arabske germanske | germanske anglo nordijske lat. evropske lat. ameriške afriške vzhodno-evropske južno-azijske konfucijske arabske | južno-azijske anglo afriške konfucijske germanske arabske lat. ameriške vzhodno-evropske lat. evropske nordijske | germanske vzhodno-evropske konfucijske nordijske južno-azijske anglo afriške arabske lat. evropske lat. ameriške | arabske konfucijske južnoazijske lat. ameriške vzhodno-evropske afriške lat. evropske anglo germanske nordijske |
| Nižja preferenca do stila vodenja                                                                                | | | | | |

Pri ekipno-orientiranem in avtonomnem stilu vodenja ni statistično značilnih razlik med klastri držav. Nadalje nam razvrstitev klastrov držav znotraj stila daje informacijo o relativni pomembnosti tega stila v primerjavi z ostalimi stili za ta klaster. Na primer, stil, orientiran k storilnosti je najvišje rangiran za klaster angleških kultur, kar pomeni, da je ta stil bolj pomemben za angleški klaster kot katerikoli drugi stil.

### Univerzalnost proti kulturni specifičnosti karakteristik vodenja
Analiza 65 potez vodij, ki sestavljajo šest stilov vodenja, razkriva 22 izmed potez kot univerzalno zaželenih karakteristik. Posedovanje teh lastnosti povečuje možnosti, da bo vodja pozitivno zaznan v vseh kulturah. Za 8 izmed lastnosti velja, da so univerzalno nezaželene, preostalih 35 karakteristik pa je kulturno specifičnih.
Preko vseh 61 držav, vključenih v Globe študijo vodenja, si ljudje želijo vodje, ki je vreden zaupanja, iskren, pravičen, odločen, dinamičen, zanesljiv, inteligenten, pozitiven, spodbujajoč, motivirajoč, komunikativen, zna načrtovati itd. Nasprotno pa so preko vseh kultur zaznani kot manj uspešne vodje, ki so asocialni, egocentrični, nesodelujoči, vzdražljivi, neusmiljeni, itd. Nekatere kulturno specifično vrednotene lastnosti vodij so ambicioznost, entuziazem, formalnost, logičnost, nagnjenost k tveganju, neodvisnost, občutljivost, provokativnost, previdnost, itd. Način izražanja istih lastnosti pa je lahko znatno drugačen med različnimi kulturami. Na primer, da je vodja zaznan kot odločen v ZDA, mora delati hitre in približne odločitve. Nasprotno se v Franciji ali Nemčiji pomen odločnosti povezuje s premišljenim in natančnim procesom odločanja.

## Implicitne teorije vodenja
Implicitne teorije vodenja so posameznikove predstave o lastnostih in vedenjih dobrega vodje. Koncept ITV sta prva predstavila Eden in Leviatan z izpeljavo ideje iz Schneiderjevih implicitnih teorij osebnosti. Pogosto se ti mentalni modeli razvijejo že v otroštvu in so osnovani na prepričanjih in stališčih določene kulture. Ob opazovanju vodje naj bi se te mentalne predstave aktivirale, nato je vedenje opazovanega vodje interpretirano v odnosu do teh predstav.
Mentalni modeli vodenja so odvisni tudi od organizacijske kulture – sčasoma delavci znotraj organizacije ponotranjijo podobna prepričanja o naravi učinkovitega vodje. Učinkovitost vodenja je med drugim tudi rezultat skladnosti med temi prepričanj in dejanskimi lastnosti vodje. To pomeni, da je za vodje pomembno zavedanje o lastnih implicitnih teorijah vodenja in občutljivost na implicitne teorije vodenih. Učenje implicitnih teorij vodenja prispeva k razvoju vodij in vodenja preko povečanega zavedanja socialnega konteksta in zavedanja posameznikove lastne teorije vodenja. Zlasti za razumevanje interakcij med vodjami  in vodenimi pa je pomembna stopnja ujemanja med ITV enih in drugih.

## Hofstedove kulturne dimenzije
Pomemben prispevek k razumevanju vrednotnih razlik na delovnem mestu med kulturami je dala Hofstedova raziskava kulturnih dimenzij. Preko podatkov, zbranih v več kot 40 državah sveta, Hofstede definira pet dimenzij, ki pomembno razlikujejo med značilnostmi različnih kultur. Nadalje Hofstede pojasnjuje, kako se izraženost vsake izmed dimenzij kaže v organizacijskih značilnostih. Kulturne dimenzije so:
1. Moč/distanca – Predstavlja stopnjo neenakosti, ki obstaja in je sprejeta med ljudmi z močjo in brez nje. Visok rezultat države na tej dimenziji za njihove organizacije pomeni izrazito hierarhičnost, centraliziranost in velike razliki v avtoriteti in spoštovanju med zaposlenimi. Nižji kot je rezultat, bolj  je moč razpršena, večja je težnja po vključevanju čim večjega števila ljudi v odločanje.
2. Individualizem – pomeni stopnjo povezanosti med ljudmi. V močno indiviualističnih državah obstaja pomanjkanje medosebne povezanosti. Za individualistične organizacije je značilno visoko vrednotenje posameznikovega časa, uživanje v izzivih in spoštovanje zasebnosti. Za bolj kolektivno naravnane organizacije je značilna notranja motiviranost in pomembnost harmonije.
3. Maskulinost – se povezuje s stopnjo, do katere ljudje prepoznavajo vloge kot tradicionalno moške ali ženske. Za maskuline organizacije je značilna jasna razmejitev med moškimi in ženskimi deli. Nasprotno pa nemaskuline organizacije nimajo spolno opredeljenih del, saj zaposleni v njih verjamejo v enakost sposobnosti med moškimi in ženskami.
4. Negotovost/izogibanje – Ta dimenzija predstavlja stopnjo napetosti, ki jo posamezniki doživljajo v novih, nepoznanih situacijah. Za organizacije držav z visokim rezultatom na tej dimenziji je značilna visoka formalna določenost delovnih situacij z veliko pravili in politikami, zaposleni potrebujejo in pričakujejo strukturiranost. Za organizacije držav z manj negotovosti pa je značilno več neformalnih srečanj, sestankov, lažje sprejemanje sprememb in tveganja.
5. Daljnoročna usmerjenost – Zadnja izmed dimenzij predstavlja družbeno vrednotenje dolgo obstoječih tradicij in vrednot nasproti novejšim. Za take države je značilno prepoznavanje družine kot osnove za družbo, hkrati pa pripoznavanje večje mere moči staršem in moškim. Za delovno mesto je značilna stroga delovna etika, veliko je poudarka na izobraževanju in treniranju. V organizacijah z nizko daljnoročno usmerjenostjo pa je več promocije enakosti, več individualizma in podpiranja ustvarjalnosti.